# Daniel Alfreider
Daniel Alfreider (Bressanone, 4 aprile 1981) è un politico e ingegnere italiano, di madrelingua ladina.

## Biografia
Originario di Colfosco, frazione di Corvara in Badia, Alfreider è laureato in ingegneria civile presso l'università tecnica di Monaco, con un master in legge sugli appalti sostenuto a Roma. Nel 2008 è stato coinvolto nella progettazione della galleria di base del Brennero.

### Attività politica

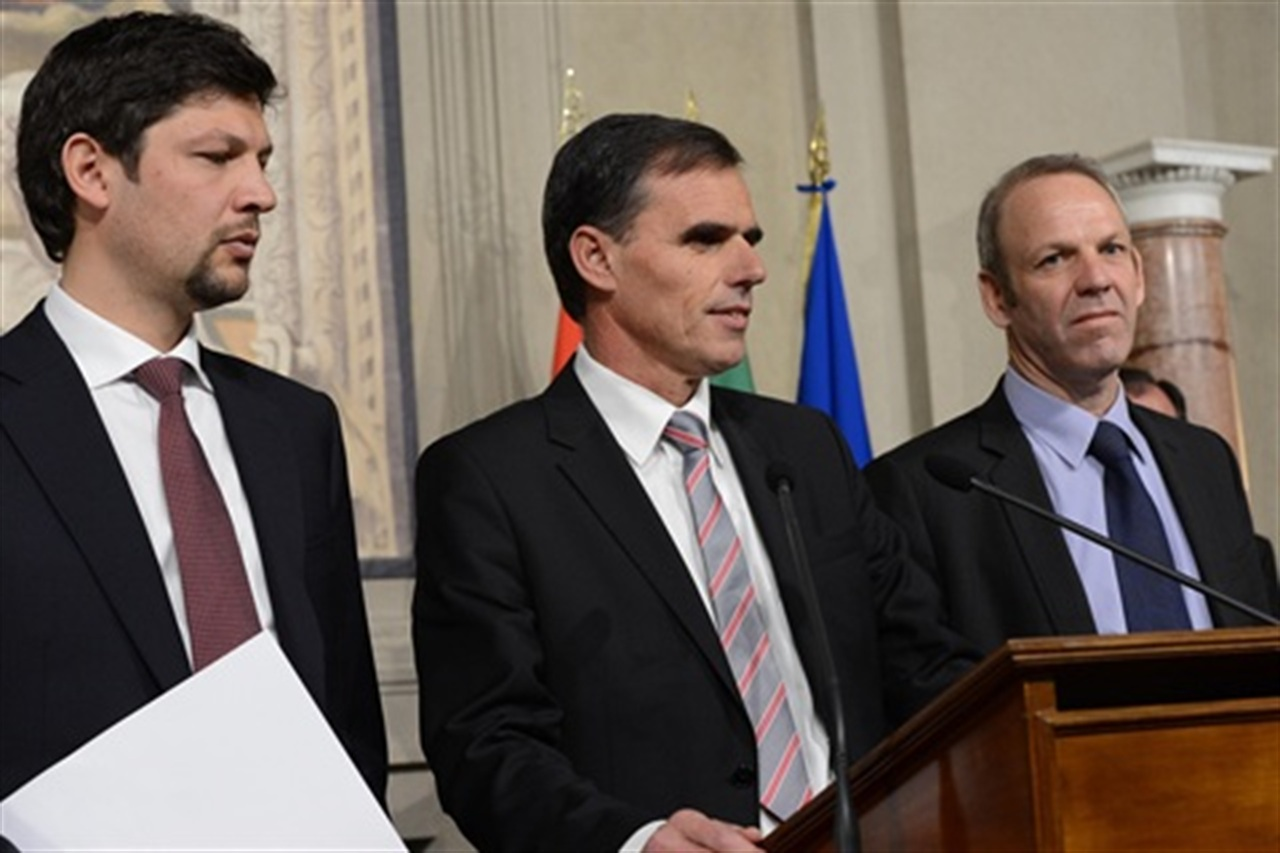
Daniel Alfreider, Richard Theiner e Karl Zeller della Sudtiroler Volkspartei al Palazzo del Quirinale, 20 marzo 2013.

Attivo politicamente nella SVP Ladina, la sezione della Südtiroler Volkspartei riservata al gruppo etnico ladino, Alfreider è stato consigliere ed assessore comunale a Corvara in Badia, con deleghe ad urbanistica, mobilità ed innovazione. Ricopre altresì la carica di vicepresidente della SVP.
Ai primi del 2013 si è piazzato al terzo posto nel turno di elezioni primarie indette dal suo partito per ripartire le candidature alla Camera dei deputati; alle elezioni politiche di febbraio è stato eletto a palazzo Montecitorio, divenendo il primo parlamentare di lingua ladina nella storia dell'Alto Adige e della stessa SVP.
Non si ricandida più in Parlamento alle elezioni politiche del 2018; ad ottobre dello stesso anno viene eletto Consigliere Provinciale a Bolzano e il 25 gennaio 2019 è eletto assessore provinciale.
Al congresso della SVP del 4 maggio 2024 Alfreider viene eletto vicepresidente in quota ladina.